# Frøya i Trøndelag
Frøya (fra gammelnorsk Frøy i betydningen «den førende ø». En person fra Frøya kaldes frøyværing) er en ø og en kommune i Trøndelag fylke i Norge. Den ligger vest for indløbet til Trondheimsfjorden og nord for øen og kommunen Hitra. Kommunen grænser til Smøla i vest, Hitra i syd, og Bjugn, Åfjord, Roan og Osen i øst. Frøya består af øen Frøya, flere fiskerlejer i varierende størrelser i nordvest, såsom de beboede Sula, Bogøyvær og Mausundvær samt de fraflyttede Kya, Vågsvær og Humlingsvær og endelig øgruppen Froan i nordøst. Øen Frøya grænser til Frohavet i øst, Norskehavet i nordvest, Frøyhavet i nordøst og Frøyfjorden i syd.

## Geografi
Landskabet på Frøya er præget af en smule skov, småkuperet landskab med meget mose, bjerge og søer. Der er plantet betydelige mængder læskov flere steder. Frøya er relativt flad med Bremnestua 74 moh. som højeste punkt.
Frøya kommune er enorm i udstrækning, hvis man regner med de enorme havområder inden for kommunegrænserne. Hvis man kun medregner landområder, er øen Frøya på 147 km², mens kommunen udgør 244 km². Kommunen består af tilsammen cirka 5.400 holme og skær og har 163 fiskevande og søer, de fleste af dem med en fiskbar bestand af ørreder. En del af den store hjortestamme på Hitra er udvandret til Frøya. Den har etableret sig som en lille, men levedygtig stamme, som der nu drives jagt på, om end i mere beskeden målestok end i nabokommunen.
Sularevet ud for Frøya er blandt verdens største forekomster af koldtvandskoralrev.
Froan har det største sammenhængende havområde, som er fredet som naturreservat i Norge. Froan naturreservat og landskabsværnområde blev oprettet i 1979 og omfatter 400 km² fra Vingleia fyr i sydvest til Halten i nordøst. Dertil kommer et 80 km² område sydøst for naturreservatet, som er fredet. Området har et rigt fugleliv med et lavt antal ynglende arter, omkring 50, men med et enormt antal af hver art. Med et par tusind ynglende skarver huser Froan 10 procent af bestanden i Norge. Området er desuden kærneområdet for gråsæler. Der er begrænsninger i den frie færdsel på nogle tidspunkter af året.
På Inntian, øst for øen Frøya, ligger en lille kystmose på vel 0,5 km², som hedder Stormya, fredet som naturreservat siden 1990.

## Bygder på Frøya
Sistranda ligger på den østlige del af hovedøen og er det kommunale centrum med offentlige kontorer, skoler og et varieret tilbud inden for handels- og serviceerhvervene. Størstedelen af befolkningen bor langs sydøstkysten på hovedøen særlig koncentreret på strækningen fra Flatval i syd, videre østover til Hammarvik og Sistranda og nordover til Nesset. Ellers ligger bosætningen nær havet. Flere af fiskerlejerne rundt om hovedøen er affolkede som for eksempel Kya, Halten og Inntian, mens andre har en lille befolkning som Bogøy, Sauøy og Gjesingen, mens de største øsamfund Sula, Mausund og Sørburøy har en større befolkning. Øen Uttian som ligger øst for fast-Frøya, fik broforbindelse til hovedøen i 1973, hvilket bidrog til at standse fraflytningen. Det samme gjaldt vejforbindelsen ud til Nord-Dyrøy og Sør-Dyrøy.

### Festivaler
- Titraniaden
- Titranspelet
- Frøya Dagene
- Islanders Speed Week

### Kirkerne
Frøya har et af regionens ældste kirkesteder på Sula, som formentlig er over 600 år gammelt. Det vides ikke, hvornår den første kirke her blev byggeet, men kirkestedet blev i 1755 flyttet til fast-Frøya. Et andet gammelt kirkested er Titran, men man ved heller ikke, hvornår den første kirke blev bygget her. Begge kirkestederne opstod som en følge af den store økonomiske betydning, de to steder efterhånden fik som vigtige fiskerlejer. Kommunen har i dag to kirker og fire kapeller.
Sletta kirke fra 1990 er kommunens største og yngste kirkebyggeri, opført efter en brand i den gamle trækirke i 1984, mens den anden kirke er Hallaren kirke fra 1881. De fire kapeller er Sula kapel (1925), Titran kapel (1912), Froan kapel (1904) og Måøy bedehuskapel (1975).

### Erhvervsliv
Fiskeri, havbrug og fiskeforædling har været og er fremdeles den dominerende næringsvej i kommunen.

## Historie

### 1700-tallet
Sognepræst Peder Schvane Bang skriver i 1780 en omfattende beskrivelse af «Hitterens prestegjeld», et vigtigt historisk dokument om Hitra og Frøya, (som udgjorde prestegjeldet) på denne tid.

### Kommunehistorie
Fra 1837 var Frøya en del af Hitra formandskabsdistrikt. Frøya blev skilt ud som selvstændig kommune med 3.949 indbyggere 1. januar 1877.
1. januar 1906 blev kommunen delt i Syd- og Nord-Frøya kommuner med henholdsvis 2.091 og 3.972 indbyggere. I 1930'erne blev det overvejet at udskille Sula, Mausund og Froan som selvstændig kommune fra Nord-Frøya, og man brugte de lange afstande som argument for planen, som dog ikke mødte velvilje i Kommunaldepartementet. 1. januar 1964 blev de to Frøya-kommuner igen slået sammen. I syd var der da 2.208 indbyggere, i nord 4.348, så den nye storkommune fik et indbyggertal på totalt 6.556 ved oprettelsen.

### Befolkningsudviklingen 1769-2006
| 1769: 1 208 | 1875: 3 968 | 1950: 6 804 |
| 1801: 1 718 | 1890: 4 696 | 1960: 6 669 |
| 1815: 2 007 | 1900: 4 880 | 1970: 4 537 |
| 1835: 2 174 | 1910: 6 063 | 1980: 4 749 |
| 1845: 2 593 | 1920: 6 441 | 1990: 4 245 |
| 1855: 2 859 | 1930: 6 999 | 2001: 4 108 |
| 1865: 3 352 | 1946: 7 124 | 2006: 4 059 |

## Seværdigheder
- Froan, og Halten med bebyggelse
- Titran, med mindesmærket efter Titran-ulykken i 1899 og krigsmindesmærket Stabben Fort
- Frøya Bygdetun

## Trafikforbindelser
Landevejsforbindelsen til Frøya går langs Riksvej 714 fra Orkanger gennem Snillfjord til Sunde og videre gennem Hitratunnellen (264 meter under havet) og Frøyatunnellen (150 meter under havet). På Frøya går Riksvei 716 fra syd til nord via Nordskag.
Det er busforbindelse til Kystekspressen, som har afgang fra Sandstad på Hitra tre gange daglig til/fra Trondheim og Kristiansund. Medregnet bus Sistranda – Sandstad tager det 2 t. 35 m. til/fra Trondheim, 2 t. 40 m. til/fra Kristiansund.
Det går lokalbåd til øerne Sula og Mausund flere gange daglig, noget sjældnere til Froan. Rejsetiden til Sula er cirka 1 time. 3. maj 2006 åbnede en færgeforbindelse fra øen Norddyrøya til Mausund og Sula.

## Personer fra Frøya
- Rolf Hellem († 2021), jernbanearbejder, stortingsmand, født i Sør-Frøya[2]